# Forcipomyia citowitschi
Forcipomyia citowitschi är en tvåvingeart som beskrevs av Debenham 1983. Forcipomyia citowitschi ingår i släktet Forcipomyia och familjen svidknott. Inga underarter finns listade i Catalogue of Life.